# Diplaziopsis pycnocarpa
Diplaziopsis pycnocarpa là một loài thực vật có mạch trong họ Woodsiaceae. Loài này được (Spreng.) M.G. Price miêu tả khoa học đầu tiên năm 1990.